# NGC 3253
NGC 3253 est une vaste galaxie spirale barrée relativement éloignée et située dans la constellation du Lion. NGC 3253 a été découverte par l'astronome américain Lewis Swift en 1886.

## Caractéristiques
Sa vitesse par rapport au fond diffus cosmologique est de 10 037 ± 24 km/s, ce qui correspond à une distance de Hubble de 148 ± 10 Mpc (∼483 millions d'al).
La classe de luminosité de NGC 3253 est II-III et elle présente une large raie HI.